# رولا الأيوبي
رولا الأيوبي إعلامية (مواليد لبنان العام 1973 - وفاة المملكة المتحدة 4 مايو 2013) عملت في أكثر من حقل من حقول العمل الإعلامي في قناة بي بي سي العربية وغيرها. ونوّعت خبراتها في بي بي سي من خلال العمل كمراسلة ومقدمة برامج ومعدة تقارير. توفيت رولا الأيوبي، في إحدى مستشفيات لندن يوم السبت 4 أيار مايو 2013 بعد صراع مع مرض السرطان.

## البداية
ولدت رولا الأيوبي في لبنان في العام 1973، لأب هو المناضل النقابي الشيوعي أحمد المير الأيوبي (أبو حسن) الذي اغتيل في طرابلس عام 1979 على أيدي المخابرات السورية. وعاشت رولا تجربة الحرب الاهلية في لبنان بين عامي 1975 - 1990، وتقول عنها إنها كانت تمثل جزءاً من طفولتها، مراهقتها وأول شبابها، حيث الشعور بالتوجس والريبة من وقوع انفجار في أية لحظة أو الخروج دون معرفة ما إذا كانت هناك عودة.

## الدراسة
تخرجت من كلية الحقوق في العام 1995. كما حازت على دبلوم دراسات عليا متخصصة في الصحافة DESS، من الجامعة اللبنانية- كلية الإعلام والتوثيق والمعهد الفرنسي للصحافة IFP في جامعة باريس الثانية Paris II ومركز تأهيل وتدريب الصحافيين في فرنسا CFPJ وذلك في العام 2000.

## المسيرة المهنية
عملت مذيعة لنشرة الأخبار ومراسة في إذاعة صوت الشعب اللبنانية خلال الفترة بين العامين 1999 و2001. وقد شاركت رولا بتغطية المعارك التي دارت بين الجيش اللبناني وتنظيمات أصولية في شمال لبنان جرت في العام 2000 أثناء عملها في الإذاعة.
ثم انتقلت للعمل في صحيفة السفير اللبنانية في القسم العربي والدولي، وذلك بين العامين 2001 و2004.

## العمل مع بي بي سي
التحقت بقناة بي بي سي العربية في أوائل العام 2004 كمنتجة وعملت في إعداد نشرات الأخبار والبرامج الإخبارية ثم بدأت في تقديم الأخبار بعد فترة وجيزة.انتقلت في العام 2005 إلى فريق برنامج “بي بي سي” إكسترا الواسع الانتشار، وكانت ضمن الفريق التأسيسي مع الإعلامي سمير فرح ومجموعة من المنتجين. كانت رولا المذيعة الأساسية لسنة ونصف في البرنامج ثم انتقلت إلى واشنطن كمراسلة لمدة عام ونيف حيث ساهمت رولا في تغطية الانتخابات الرئاسية الأميركية في العام 2008 والتي فاز بها باراك أوباما. وتقول إنها زارت أكثر من 10 ولايات كانت نتائجها كفيلة بتحديد الفائز. كانت تجربة غنية جداً، فالولايات المتحدة بلد شاسع يستغرق المرء في تغطيته عمراً. وعادت بعدها إلى لندن كمذيعة أخبار ومقدمة برامج على أثير الإذاعة ويعرفها متابعو بي بي سي من خلال صوتها المتميز. كما كانت موفدة من بي بي سي إلى تونس بعد الثورة التونسية.

## تغطية حرب العراق
كانت الأيوبي موفدة “بي بي سي” العربية إلى العراق، وتحديدا في آذار العام 2010.
وقد كتبت عن تجربتها هذه قائلة إنها كانت متابعة لأخبار العراق، و”كان لدي تصور عام بفضل ما قرأته وشاهدته من صور عن الوجود الأميركي والجدران الإسمنتية. غير ان المشهد على أرض الواقع فاق كل تصوري، رأيت أحياءً صغيرة لا يتجاوز بعضها أكثر من خمسة أبنية، يحيط بها الجدار وباتت كالأقفاص وبلا أفق”. تضيف رولا: كان لدى بي بي سي العربية إذناً سارياً لتغطية الانتخابات التشريعية العراقية منذ تشرين الثاني العام 2009، وفي شهر كانون الثاني يناير -أي قبيل الانتخابات- أصدرت الحكومة العراقية تعميماً يسمح لوسائل الإعلام كافة بإجراء المقابلات والتصوير في الأماكن العامة، وأول ما مر بنا كان استيقافنا على حواجز الشرطة والجيش مطالبين برسالة خاصة كانت قد أصدرتها عمليات بغداد التي لم يكن لدينا علم بها. هذا الإرباك الواضح بين الدوائر الحكومية العراقية نفسها استدعى قضاء ساعات من الانتظار عند حواجز التفتيش.

## انتخابات أفغانستان
قامت رولا أيضاً بتغطية الانتخابات في أفغانستان في العام 2009، وهي تقول عن هذه التجربة: للانتخابات معنى مختلف لدى الأفغان عما هو عليه لدى العراقيين، فتجربة الانتخابات في أفغانستان حديثة العهد، بينما مرت على العراق تجارب كثيرة، انطباعي الأول عن أفغانستان كان أنها عالم آخر مختلف تماماً. تقع كابول حوالي 2000 متر فوق سطح البحر، وهي في معظمها جبال ورمال مع شح في الماء والكهرباء. طرقاتها متعرجة غير معبدة.

## الصراع مع مرض السرطان
اكتشفت إصابتها بمرض السرطان أثناء وجودها في بيروت. وقاومته لفترة وخصصت له حيزاً من مدونتها الشخصية "خلايا مندسة": فكتبت تحت عنوان حلم سمكة:
"كدت أصرخ من فرحة خلتها واقعية. كانت فرحة قصيرة بنجاة السمكات الثلاث. في الحلم رأيتهن يكبرن وينتفخن في بطن يدي. كنّ يفتحن الأفواه الصغيرة لتلقف قطرة ماء من الحوض الضيق. صغير الحوض لا يسع أحجامهن الصغيرة أيضاً.
كنت أركض من زاوية إلى أخرى تائهة أبحث عن حل لإنقاذ السمكات وقد جفت مياههن. أبحث عن حل ولا أعرف ان إضافة الماء ستنقذ حياتهن. ثلاث مرات تكررت التجربة، وفي المرة الثالثة كانت السمكات قد كبرن إلى درجة مخيفة.
أكاد أذكر ملمس الجلد الزلق وأنا أسعى للإمساك بأكبرهن. يد تحمل سمكة وأخرى تمسك بالورم في المعدة. يد تتحسس بطن السمكة وأخرى تتحسس بطني. السمكة ساكنة تتنفس بصعوبة أسمع خرّتها. أراها تلفظ أنفاسا صغيرة ولا أعرف ما العمل. نسيت ان الماء حياة السمكة. نسيت.
عندما تذكرت كان فم السمكة قد انفتح عن آخره مُظهراً جوفها أبيض ناصعاً. انتعشت السمكتان داخل الحوض وبقيت الثالثة في يدي ساكنة بفم مفتوح.
استيقظت على صورة قطرة الماء تلامس جوف السمكة الأبيض وفرحت. استيقظت حائرة بيد تتحسس الانقباض السريع في معدتي. انقباض جائع في معدتي المسرطنة."

## وفاتها
نعت هيئة الإذاعة البريطانية المذيعة اللبنانية المتميزة رولا الأيوبي التي وافتها المنية في إحدى مستشفيات لندن يوم السبت 4 أيار مايو 2013 بعد صراع مع مرض السرطان.

## الصفحات الشخصية

### أرشيف مقالاتها في بي بي سي
http://www.bbc.co.uk/arabic/search/?scope=arabic&q=%D8%B1%D9%88%D9%84%D8%A7%20%D8%A7%D9%84%D8%A3%D9%8A%D9%88%D8%A8%D9%8A

### مدونتها الشخصية
"خلايا مندسة" http://khalayamundassa.wordpress.com/
https://twitter.com/roulaayoubi
http://www.linkedin.com/pub/roula-ayoubi/10/a13/856
http://www.yatedo.com/p/Roula+Ayoubi/normal/796b2df87dfdbfff3b2d686261e23e02

## وصلات خارجية
بي بي سي تنعي رولا الأيوبي:
http://www.bbc.co.uk/arabic/artandculture/2013/05/130504_roula_ayoubi.shtml
http://almustaqbalnews.net/index.php?option=com_k2&view=item&id=7951:%D8%B1%D9%88%D9%84%D8%A7-%D8%A7%D9%84%D8%A3%D9%8A%D9%88%D8%A8%D9%8A&Itemid=584
http://www.huffingtonpost.com/magda-abufadil/roula-ayoubi-rip-a-valian_b_3251536.html
http://www.katagogi.com/Profile/Profile.aspx?l=EN&No=7d99381d-d68e-4d27-85e5-98bfb1e4f907&fid=41926&mod=2&PreveVal=12097%7ChppBFYfh3rmiKmtC6juC1JHuph4K5mhtf+tJ2do2D0k=%7C2/h7smqqGgFFl17rltCitg==1
http://173.203.81.86/details/16980/%20%D9%88%D9%81%D8%A7%D8%A9%20%D8%A7%D9%84%D8%B5%D8%AD%D8%A7%D9%81%D9%8A%D8%A9%20%D8%A7%D9%84%D9%84%D8%A8%D9%86%D8%A7%D9%86%D9%8A%D8%A9%20%D8%B1%D9%88%D9%84%D8%A7...#.Ug7MO5I3DIY